# 埃弗頓 (利物浦)
埃弗頓（Everton）是英國默西賽德郡利物浦的一個地區，在歷史上曾屬於蘭開夏郡。2001年有7,398人。 其名稱來自古英語eofor，意思是“生活在叢林中的野豬”。
埃弗頓位於利物浦市中心偏北的地區，建築主要是現代化的民用住宅。直到18世紀末還是小型鄉村教區。19世紀初充滿了平民窟，1835年劃歸利物浦。1960年代到70年代經歷了大拆遷，埃弗頓公園的建造也極大地改變了當地的景觀。

## 外部連結
- Liverpool City Council, Ward Profile: Everton
- Liverpool Record Office Online Catalogue for Everton
- Liverpool Street Gallery - Liverpool 3
- Liverpool Street Gallery - Liverpool 5
- Liverpool Street Gallery - Liverpool 6
- Evening images from Everton Brow